# Схолма, Ауке
Ауке Схолма (нидерл. Auke Scholma; 26 августа 1956 года, Опейнде Нидерланды) — нидерландский шашист (международные шашки), чемпион Нидерландов 1995 года, серебряный призёр 1992, 2006 и 2007 годов, бронзовый призёр 1983, 2013, 2015 и 2016 годов. В чемпионатах страны принимал участие с 1978 по 2017 годы. Участник чемпионатов мира 1984 (11 место), 1992 (13 место), 2007 (5 место) годов, чемпионатов Европы 1983 (4 место), 1995 (9 место), 2002 (7 место), 2006 (25 место) и 2012 годов (30 место). Международный гроссмейстер.
Член (с 31 марта 1983 года) символического клуба победителей чемпионов мира Роба Клерка.